# 葫芦河
葫芦河，是渭河上游第一大支流，黄河的三级支流。发源于宁夏回族自治区西吉县与海原县交界处的月亮山南麓大泉沟垴，河源高程2550米，向南穿六盘山，流经宁夏固原市西吉县，略转向西南进入甘肃省境内，经静宁、庄浪、秦安，在天水三阳川汇入渭河。
古称瓦亭水、陇水。因河床狭窄多曲折，形似"葫芦"得名。葫芦河长301公里，流经宁夏、甘肃两省区，流域面积1.07万平方公里。

## 诗词
葫芦河古称陇水，因其水流曲折、声音呜咽悲切著名。不少诗人留下过描写，如蔡琰、白居易、孟郊、陆游、黄庭坚、元好问等。
蔡琰《胡笳十八拍》：夜闻陇水兮声呜咽，朝见长城兮路杳漫。
白居易《五弦弹－恶郑之夺雅也》：第五弦声最掩抑，陇水冻咽流不得。五弦并奏君试听，凄凄切切复铮铮。
陆游《陇头水》：陇头十月天雨霜，壮士夜挽绿沉枪，卧闻陇水思故乡，三更起坐泪数行。

## 断流及治理
20世纪90年代后，葫芦河曾因污染和排污断流。
2015年起，开始实施全域绿化治理，宁夏、甘肃两省区共同制定了《跨界河流水污染联防联控框架协议》，固原市政府制定了《渝河葫芦河水环境综合治理工作方案》。
2017年10月，葫芦河综合治理工程开展。
2018年12月，断流近30年的葫芦河不再断流，水质达到Ⅳ类及以上。